# Arabische Gebärdensprachen
Die Arabischen Gebärdensprachen sind im Nahen Osten und Nordafrika zu finden. Ihr konkretes Ausmaß ist aber noch nicht bekannt, da nur einige der regionalen Gebärdensprachen miteinander verglichen wurden.
Der „Council of Arab Ministers of Social Affairs“ (CAMSA) versucht derzeit eine einheitliche Arabische Gebärdensprache zu schaffen. Dies geschieht auch unter Einbeziehung der regionalen Gehörlosenverbände. Bisher erschien allerdings nur ein Wörterbuch ohne Grammatik. Es ist also keine Sprache.

## Linguistik

### Grammatik
Wie im Arabischen auch ist die Satzstruktur der Arabischen Gebärdensprachen relativ flexibel. Ein Satz kann deshalb in vielen Reihenfolgen wie z. B. Verb-Subjekt-Objekt (V-S-O) gebildet werden.
Die Zeitform steht im Regelfall am Satzanfang.

### Wortschatz
Laut dem Linguisten M.A. Abdel-Fattah, könnte der Wortschatz der Arabischen Gebärdensprachen folgenden Ursprung haben:
- Lehnwörter aus Europa und Amerika,
- „Kreationen“ vorhandener Gesten zu verbalen Wörtern
- „Mimen“ von physischen Objekten oder Aktionen,
- Zusammensetzungen aus zwei oder mehr Gebärden zu einer eindeutigen Gebärde, wie z. B. „Zahnarzt“ aus einer Kombination von „Arzt“ und „Zahn“.

Der Kontext der Gebärde hängt von der Position und Bewegung der Hand zum Körper ab und ist meistens auf Substantive und Verben beschränkt.

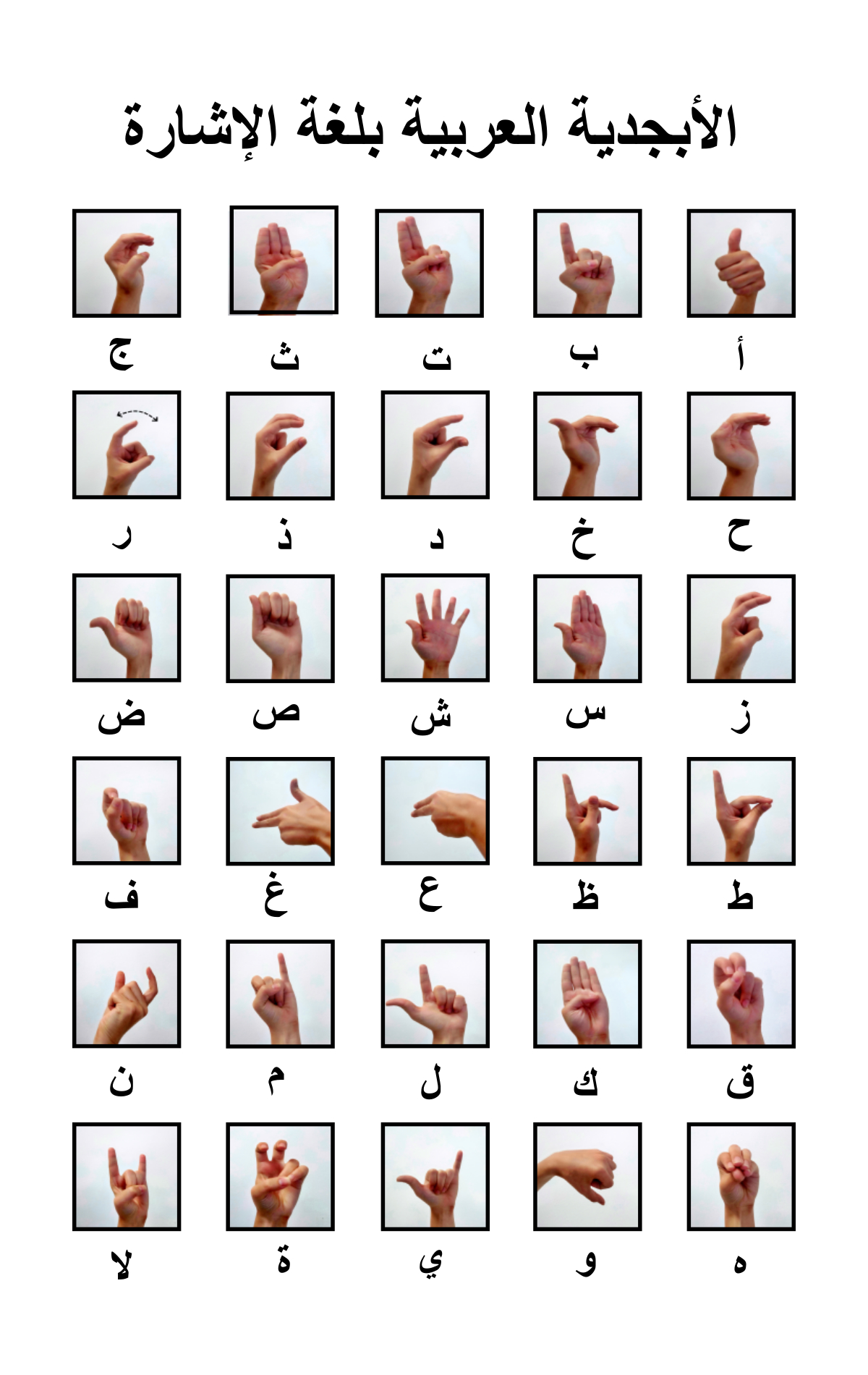
Arabisches Fingeralphabet

## Varietäten
Viele Gebärdensprachen im Arabischen Raum sind eher nicht miteinander verwandt. Zu den möglicherweise verwandten Gebärdensprachen gehören die folgenden (in englischer alphabetischer Reihenfolge):
- Egyptian Sign Language (Ägypten)
- Emirati Sign Language (Vereinigte Arabische Emirate)
- Iraqi Sign Language (Irak)
- Kuwaiti Sign Language (Kuwait)
- Levantine Arabic Sign Language (Levante-Region)
- Libyan Sign Language (Libyen)
- Omani Sign Language (Oman)
- Qatari Sign Language (Katar)
- Saudi Sign Language (Saudi-Arabien)
- Yemeni Sign Language (Jemen)

## Barrierefreiheit

### „einheitliche“ Arabic Sign Language
Um die Arabische Welt in einer Gebärdensprache zu vereinen, welche in der gesamten MENA-Region verstanden wird, wurde 2004 von der CAMSA ein Wörterbuch für eine standardisierte arabische Gebärdensprache (ArSL) erstellt.
Diese „einheitliche“ Arabic Sign Language wird von Dolmetschern in Nachrichtensendungen genutzt.
Wegen einiger Unterschiede zu bisherigen regionalen Gebärdensprachen ist es für die Gehörlosengemeinschaft im Nahen Osten schwierig, diese Sprache zu verstehen und zu verwenden.

### Zugang zu Dienstleistungen
2009 untersuchte Hilde Haualand in einer internationalen Umfrage den Zugang zu Gebärdensprachdolmetschern sowie die Ausbildung und Unterstützung für Gehörlose in der MENA-Region.

## Weiterführende Literatur
- Al-Fityani, K.: Arab Sign Languages: A lexical comparison, Center for Research in Language Technical Reports, 2007, Vol. 19, Issue 1, S. 3–13.
- Al-Fityani, K., & Padden, C. 2010. Sign Language geography in the Arab world. In D. Brentari (Ed.), Sign languages: A Cambridge Survey, 433–450. New York: Cambridge University Press.
- Hendriks, Bernadet: Jordanian Sign Language: Aspects of grammar from a cross-linguistic perspective: (University of Amsterdam, 2008) in Sign Language & Linguistics, 12. November 2009, Vol. 12, Issue 1, S. 101–110, Doi:10.1075/sll.12.1.06hen.
- Padden, Carol. 2010. „Sign Language Geography“, in Mathur & Napoli, eds, Deaf around the World, Gallaudet
- Richardson, Kristina: New Evidence for Early Modern Ottoman Arabic and Turkish Sign Systems in Sign Language Studies, 2017, Vol. 17, Issue 2, S. 172–192, Doi:10.1353/sls.2017.0001 |jstor=26191034 |s2cid=44038104, URL: https://academicworks.cuny.edu/qc_pubs/160/.
- https://www.un.org/esa/socdev/enable/rights/contrib-arab1.htm